# Andries Nieman
Andries Christiaan „Dries” Nieman (ur. 12 sierpnia 1927 w Bloemfontein, zm. 13 sierpnia 2009 w Postmasburgu) – południowoafrykański bokser, brązowy medalista letnich igrzysk olimpijskich z Helsinek (1952) w kategorii ciężkiej (ponad 81 kg).

## Sukcesy sportowe
| Rok  | Miasto   | Zawody                      | Kategoria | Wynik         |
| ---- | -------- | --------------------------- | --------- | ------------- |
| 1952 | Helsinki | letnie igrzyska olimpijskie | ciężka    | brązowy medal |